# Belegeringsmunt

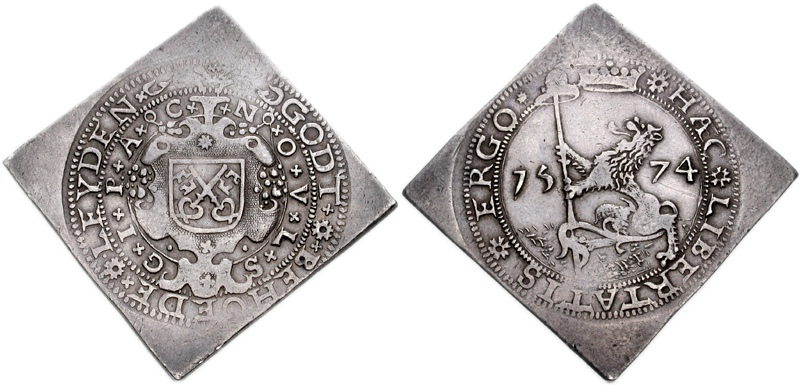
Muntstuk uit 1574 van het beleg van Leiden.
De munt (links) zegt in het Nederlands: "God behoede Leiden". Het kruis (rechts) zegt in het Latijn: "Dit is om de vrijheid".

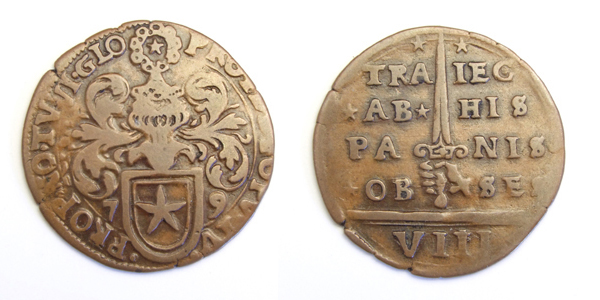
Maastricht, belegeringsmunt, 8 stuiver 1579. Geslagen tijdens het beleg van de stad Maastricht. Voorzijde: Gehelmd stadswapen; links en rechts van het schild 7 en 9. Keerzijde: Een hand met opgeheven zwaard splitst het omschrift: *-* / TRA-IEC / *AB*-HIS / PA-NIS / *OB-SES. In de afsnede: VIII

Een belegeringsmunt is een noodmunt aangemaakt in een belegerde stad, meestal van onvolwaardig materiaal.
In Amsterdam, Leiden en Groningen (Gronings Ontzet) zijn vroeger belegeringsmunten geslagen om onder andere de soldij te betalen aan de verdedigende troepen. 

## Leiden
Tijdens het Beleg van Leiden (1573-1574) hebben de autoriteiten vierkante zilveren munten geslagen met een cirkelvormige matrijs. Toen het zilver opraakte, gebruikten ze dezelfde matrijs om geld op karton te drukken. Dit was het eerste gebruik van papiergeld in Europa. Een anekdote over deze munten vertelt over een conflict tussen de rebellen over waarom ze vochten. Het stadsbestuur had munten uitgegeven met de slogan haec libertatis ergo ("dit is om de vrijheid"). In een kerkpreek van 19 december 1573 berispte predikant Taling het stadsbestuur door ze met varkens te vergelijken en te betogen dat de noodmunten de tekst haec religionis ergo ("dit is om de religie") hadden moeten bevatten. Stadssecretaris Jan van Hout was woest, trok zijn pistool en vroeg burgemeester Pieter Adriaansz. van der Werff die naast hem zat of hij de dominee zou doodschieten, maar de burgemeester bracht hem tot bedaren.

## Maastricht
In het voorjaar van 1579 werd de stad Maastricht door de Spanjaarden belegerd. Tijdens het beleg werd door de stad Maastricht belegeringsmunten geslagen in 3 verschillende emissies. Doordat edel materiaal niet meer in de stad aanwezig was werden de munten in koper geslagen tegen een fictieve koers. Hiervoor was vooraf door de Staten-Generaal een machtiging verleend. De kopervoorraad werd gedurende het beleg steeds schaarser. Hierdoor werd ook het gewicht koper bij elke nieuwe emissie verlaagd.

Belegeringsmunten van volwaardig materiaal zijn vaak souvenirs voor de belegeraars of de belegerden.